# Рочестер (Пенсільванія)
Рочестер (англ. Rochester) — місто (англ. borough) в США, в окрузі Бівер штату Пенсільванія. Населення — 3472 особи (2020).

## Географія
Рочестер розташований за координатами 40°42′10″ пн. ш. 80°17′0″ зх. д. / 40.70278° пн. ш. 80.28333° зх. д. (40.702656, -80.283433).  За даними Бюро перепису населення США в 2010 році місто мало площу 1,89 км², з яких 1,52 км² — суходіл та 0,36 км² — водойми.

## Демографія
Згідно з переписом 2010 року, у селищі мешкало 3657 осіб у 1573 домогосподарствах у складі 874 родин. Густота населення становила 1938 осіб/км².  Було 1799 помешкань (953/км²).
Расовий склад населення:
| - 78,3 % — білих - 16,1 % — чорних або афроамериканців - 0,2 % — корінних американців - 0,1 % — азіатів |

До двох чи більше рас належало 5,2 %. Частка іспаномовних становила 1,8 % від усіх жителів.
За віковим діапазоном населення розподілялося таким чином: 22,3 % — особи молодші 18 років, 59,9 % — особи у віці 18—64 років, 17,8 % — особи у віці 65 років та старші. Медіана віку мешканця становила 39,9 року. На 100 осіб жіночої статі у селищі припадало 88,4 чоловіків;  на 100 жінок у віці від 18 років та старших — 85,6 чоловіків також старших 18 років.
Середній дохід на одне домашнє господарство  становив 46 054 долари США (медіана — 35 391), а середній дохід на одну сім'ю — 61 380 доларів (медіана — 60 536). Медіана доходів становила 36 432 долари для чоловіків та 35 819 доларів для жінок. За межею бідності перебувало 24,3 % осіб, у тому числі 43,3 % дітей у віці до 18 років та 7,6 % осіб у віці 65 років та старших.
Цивільне працевлаштоване населення становило 1794 особи. Основні галузі зайнятості: роздрібна торгівля — 18,6 %, освіта, охорона здоров'я та соціальна допомога — 18,4 %, виробництво — 14,2 %, мистецтво, розваги та відпочинок — 11,8 %.